# Mansabá
Mansabá é um sector da região administrativa de Oio na Guiné-Bissau com 1.387,0 km2.